# Carissa Yip
Carissa Shiwen Yip (Boston, 10 settembre 2003) è una scacchista statunitense, maestro internazionale.
Due volte campionessa statunitense (2021, 2023), da settembre 2019 è stabile nelle prime 100 donne della classifica mondiale.

## Carriera
Nata a Boston da famiglia cinese (suo padre Percy Yip è nativo di Hong Kong, sua madre Chéng Huálín della Cina continentale), in ottobre 2019 diventa la più giovane scacchista statunitense ad ottenere il titolo di Maestro Internazionale.
In agosto 2014, all'età di dieci anni, è la più giovane scacchista a vincere contro un grande maestro (Alexander Ivanov), nel torneo New England Open.
Il record precedente era di Judit Polgar, che aveva vinto contro un GM all'età di 11 anni.
Nel giugno 2019 vince il campionato nordamericano juniores femminile con 8,5 su 9 divenendo quindi grande maestro femminile. Nello stesso mese conquista anche il campionato statunitense femminile juniores con 7,5 su 9, risultato che le vale l'invito al campionato statunitense femminile 2020, disputato online a causa delle restrizioni imposte dalla pandemia di COVID-19: l'evento l'ha vista concludere 2ª alle spalle di Irina Krush.
In ottobre 2021 si laurea per la prima volta Campionessa degli Stati Uniti a Saint Louis con il punteggio di 8,5 su 11. Successo che bissa nel 2023, quando vincerà il campionato con il punteggio di 8,5 su 11, distanziando di solo mezzo punto Gulrukhbegim Tokhirjonova.
Ha ottenuto il suo massimo rating FIDE in aprile 2021, con 2430 punti Elo.